# Carter Family
Carter Family (рус. «Картер Фэмили»; с англ. — «Семья Картеры») — американская фолк-группа. В своём оригинальном составе состояла из Элвина Плезанта Картера, его жены Сары и её двоюродной сестры Мейбелль. Картеры были, наряду с Джимми Роджерсом, одними из первых звёзд кантри-музыки.
Считается, что в истории не было группы, больше повлиявшей на развитие жанра кантри, чем эта. Согласно музыкальному сайту AllMusic, группа в своих композициях «переключила акцент с деревенских инструментальных партий на вокал», и партитуры песен Картеров стали «частью канона кантри-музыки». Зал славы кантри также пишет, что группа популяризовала десятки песен, которые стали стандартами жанра, и добавляет, что «Картеры по сути изобрели тот тип гармонического пения, который использовался потом в музыке годами». (Простые, чистые гармонии, которые в 1930-х — 1940-х годах стали частью стиля многочисленных других семейных групп). Особый же, выработанный ею самой, стиль игры Мейбелль на гитаре стал доминирующей техникой на десятилетия.

## Награды и признание
Группа Carter Family была в 1970 году в составе оригинального трио принята в Зал славы кантри:
- Эй Пи Картер[англ.] (англ. A. P. Carter; родился 15 декабря  1891 в Мейсес Спринг[англ.], Вирджиния — умер 7 ноября 1960)
- Сара Догерти Картер[англ.] (англ. Sara Dougherty Carter; 21 июля  1898 во Флат Вудс[англ.], Вирджиния — 8 января 1979)
- Мейбелль Аддингтон Картер[англ.] (англ. Maybelle Addington Carter; 10 мая  1909 в Никлвилль[англ.], Вирджиния — 23 октября 1978)

## Дискография
- См. «Carter Family § Selected discography» в английском разделе.

## Награды и признание
Группа была включена в Зал славы кантри в 1970 году.
Песня «Keep On the Sunny Side» в исполнении группы The Carter Family входит в составленный Залом славы рок-н-ролла список 500 Songs That Shaped Rock and Roll.